# Barbro Wilhelmsdotter-Rak
Barbro Wilhelmsdotter-Rak var en fiktiv person som då och då dök upp bland de medverkande i Povel Ramels tidiga produktioner, bland annat i radio när Föreningen för flugighetens främjande hade sändningar eller i förteckningar av medverkande i skivinspelningar. I studioinspelningen av Far, jag kan inte få upp min kokosnöt uppges Barbro Wilhelmsdotter-Rak spela kokosnöten, och i The Herr Hålm theme anges melodipassagen med en damtrio på stadshotellet spelas av "Barbro Wilhelmsdotter-Rak och hennes lilla middagstrio". Ibland var namnet en direkt pseudonym för Povel Ramel, till exempel vad gäller den mystiska "tantunderstämman" i När plommonen blomma (i Blemminge by).